# Борхердинг, Хорст
Хорст Борхердинг (нем. Horst Borcherding; 8 октября 1930 — 9 февраля 2015, там же) — немецкий футболист, вратарь. Выступал за сборную Саара.

## Биография

### Клубная карьера
Профессиональную карьеру начинал в клубе «Айнтрахт» Оснабрюк. В 1952 году перешёл в команду «Саар 05», с которой выступал в юго-западной зоне немецкой Оберлиги. Затем, в 1956 году перешёл в «Оснабрюк», за который провёл 140 матчей в северной зоне Оберлиги. Завершил карьеру в 1962 году.

### Карьера в сборной
Дебютировал за сборную Саара 26 сентября 1954 года в товарищеском матче со сборной Югославии (1:5). Также сыграл в двух товарищеских матчах в 1956 году, 1 мая провёл в воротах всю игру против Швейцарии, а 6 июня сыграл в матче против Нидерландов, который стал последним в истории сборной Саара.
1 января 1957 года Протекторат Саар официально вошёл в состав ФРГ и сборная прекратила своё существование.